# Чеффалья, Иньяцо
Иньяцо Чеффалья (итал. Ignazio Ceffalia; род. 28 апреля 1975, Палермо, Италия) — итальянский прелат, ватиканский дипломат. Титулярный архиепископ Фьориентино с 25 марта 2025. Апостольский нунций в Беларуси с 25 марта 2025.

## Биография
Иньяцо Чеффалья родился в Палермо 28 апреля 1975 года. Он был рукоположен в сан священника 6 августа 2003 года и инкардинирован в епархии Пьяна-дельи-Альбанези.
Чеффалья получил высшее образование по специальности «Каноническое право».
Иньяцо Чеффалья прошёл подготовку для дипломатической службы в Папской Церковной академии. Он поступил на дипломатическую службу Святого Престола 1 июля 2006 года и служил в Апостольской нунциатуре в Эквадоре, в Таиланде, в Постоянном представительстве при Совете Европы в Страсбурге, в Отделе по отношениям с государствами и международными организациями Государственного секретариата Ватикана и совсем недавно в Венесуэле.
Монсеньор Чеффалья владеет албанским, французским, английским и испанским языками.
25 марта 2025 года Папа Франциск назначил монсеньора Иньяцо Чеффалья апостольским нунцием в Беларуси.